# Indian Chief
Indian Chief (укр. Індіан Чіф) — сімейство мотоциклів що виготовляються під брендом Indian Motorcycle починаючи з 1922 року. Виробництво і продажі здійснювались різними компаніями, впродовж трьох окремих періодів часу: 
- з 1922 по 1953 рік — «Hendee Manufacturing Company» (згодом перейменована у «Indian Motocycle Company»), виготовляла мотоцикли у Спрингфілді, штат Массачусетс;
- з 1999 по 2003 рік — «The Indian Motorcycle Company of America» здійснювала виробництво в Гілрої, Каліфорнія;
- починаючи з 2006 року — «Indian Motorcycle International», виробляє Scout в місті Спірит-Лейк, Айова.

Мотоцикли Chief від моменту своєї появи, тривалий час вважалися флагманськими моделями в переліку продукції компанії Indian. Ситуація змінилася лише в середині 2010-х років, з появою нових більш потужних і розкішних моделей Chieftain та Roadmaster.

## Історія розвитку

### Chief
Вперше Chief був представлено 1922 року, як заміну моделі Powerplus. При цьому оригінальний Powerplus продовжував вироблятися і продавався під назвою Indian Standard до 1923 року. Розроблений Чарльзом Франкліном, Chief успадкував ряд конструктивних особливостей від попередньої успішної моделі Франкліна — Scout, включаючи трансмісію закріплену безпосередньо на корпусі двигуна, і привід трансмісії від зубчастої передачі. Об'єм двигун нового Chief складав 61 кубічний дюйм (близько 1 л), а його потужність досягала 22 кінських сил.

### Big Chief
1923 року світ побачила модель Big Chief. Об'єм двигуна було збільшено до 74 кубічних дюймів (близько 1,2 л), а його потужність зросла до 24 кінських сил. Big Chief переважно пропонувався для використання з коляскою, але також зустрічалися і варіанти без колясок. Починаючи з 1928 року модель з меншим двигуном було знято з виробництва, що розширило можливості продажу Scout та Big Chief.

### Моделі 1940—1950-х років

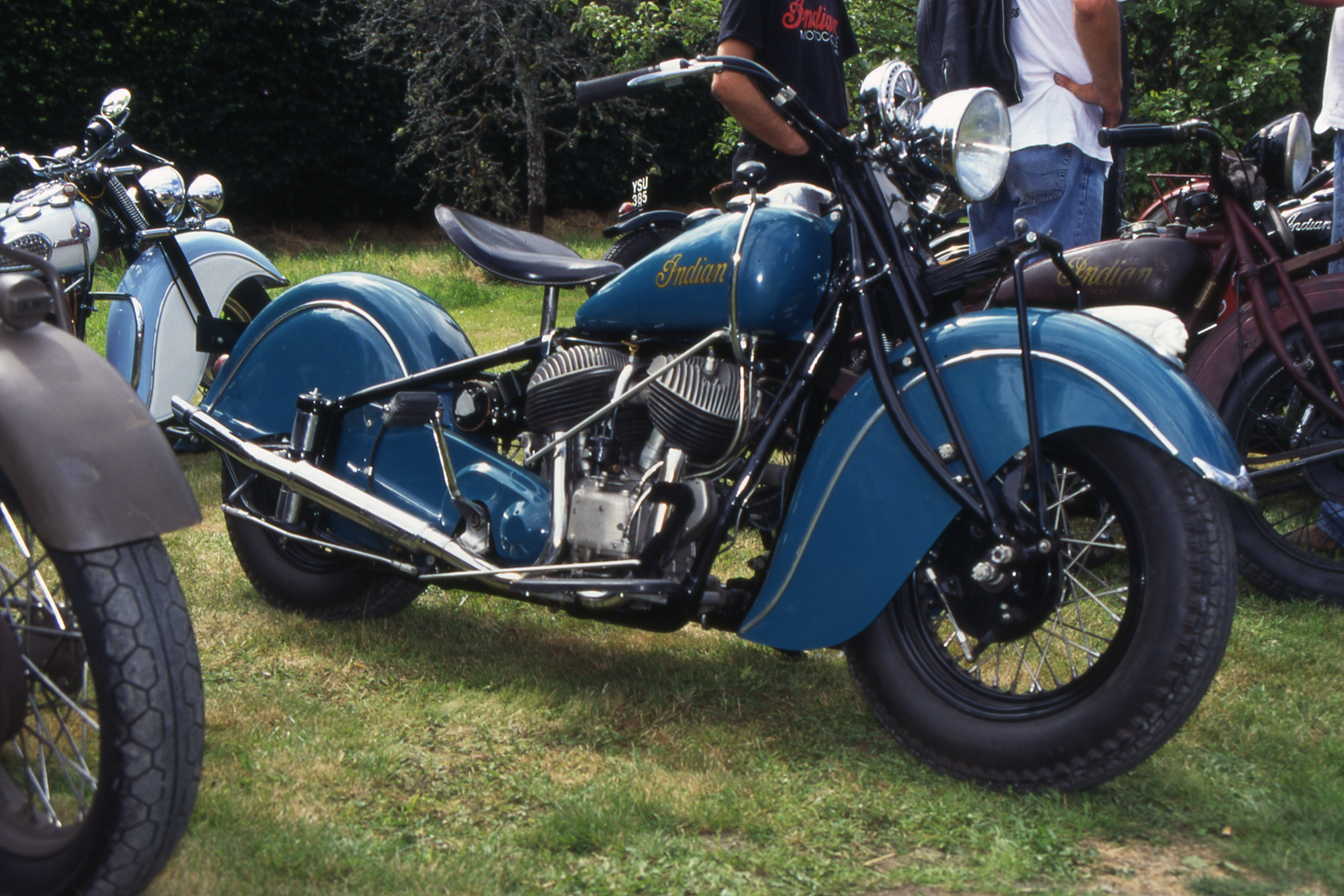
Типовий представник модельного ряду першої половини 1940-х років, з двигуном 1,2 л і великими крилами. Наявність передньої ресорної підвіски вказує на те що це модель до 1948 року

Починаючи з 1940 року вийшло нове покоління Indian Chief. Мотоцикл отримав нову раму з плунжерною задньою підвіскою і листовими ресорами на передній вилці, яка забезпечила йому недосяжний раніше рівень комфорту під час руху. Також мотоцикл отримав крила з великою з широкими бічними бортами, яки на довгий час стали візитівкою мотоцикла. Нова модель виготовлялася лише з 1940 по 1942 рік, після чого виробництво цивільних моделей було згорнуто в зв'язку з переходом заводу на випуск військових моделей. Проте ця модель стала єдиною з довоєнних розрозбок Indian, яка повернулася на конвеєр після завершення другої світової війни, і випускалася з 1946 по 1948 рік. Особливістю післявоєнних моделей стала плунжерна передня підвіска яка вперше прийшла на заміну традиційним для Indian, листовим ресорам.
Під час другої світової війни, Indian Motocycle Company налагодило виробництво декількох моделей мотоциклів військового призначення, серед яких були моделі що створювалися на базі довоєнних Indian Chief. З 1940 по 1941 рік виготовлялася модель Indian 340-B, яка поставлялася як у війско Сполучених штатів, так і в деякі Європейські країни (Франція, Велика Британія) за програмою Ленд-лізу. Згодом 1944 було виготовлено ще певну кількість мотоциків під індексом Indian 344. Всі ці мотоцикли базувалися на цивільній модел 1940 року, були оснащені 1,2 літровим двигуном і додатковим навісним обладнанням військового призначення. Не зважаючи на різне маркування моделей (340-B і 344), фактично це були майже однакові мотоцикли, трійка в маркуванні військових моделей вказувала, що базою для мотоцикла слугував саме Indian Chief, а останні 2 цифри вказували на рік початку виробництва 40-й і 44-й відповідно. Літера «B» в маркуванні вказувала на наявність окремої акамуляторної батареї для запуску двигуна.
Після війни, 1948 року відновилось виробництво цивільних Indian Chief, проте замість ресор, в передній підвісці використали циліндричні пружини. На моделях сімейства Chief, 1950 року, передня підвіска знову зазнає змін, в ній з'являються телескопічні амортизатори, також на мотоциклах з'являється новий двигун об'ємом 80 кубічних дюймів (близько 1,3 л) і потужністю 40 кінських сил. Модель 1950 року перебувала у виробництві до 1953 року, і її випуск припинився лише після остаточного закриття компанії Indian Motocycle Company.

### Відновлення виробництва 1999—2003

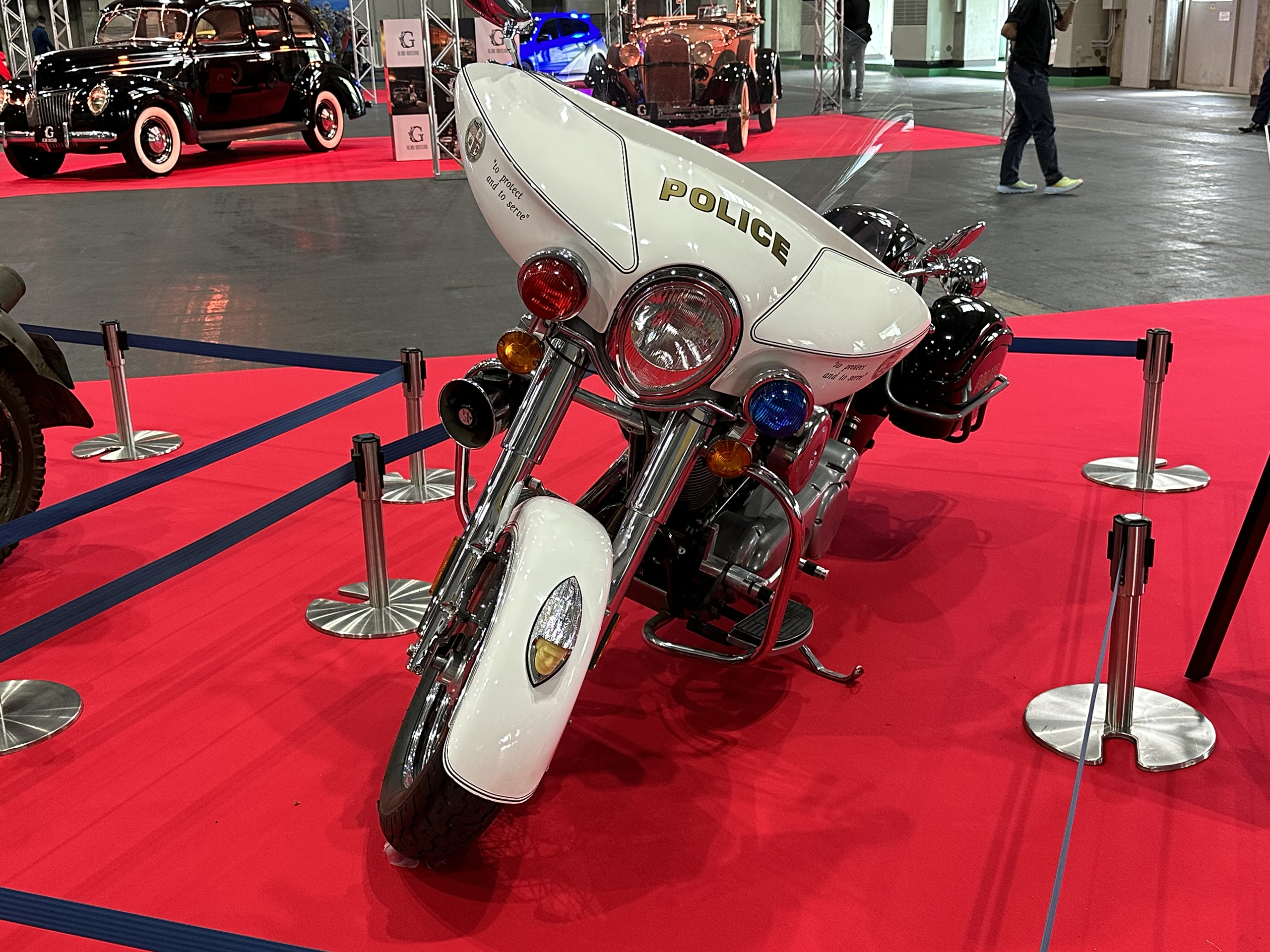
Унікальна модель Indian Chief, створена для зйомок в блокбастері Термінатор 3: Повстання машин

Після забуття тривалістю майже півстоліття і численних судових процесів, за право на використання торгової марки Indian, нарешті всі корпоративні права опинилися в руках єдиного інвестора. І починаючи з 1999 року новостворена компанія «The Indian Motorcycle Company of America» (IMCA) відновила виробництво мотоциклів легендарної марки Indian. Першим мотоциклом який було представлено громадськості став Indian Chief. Компанія просінувала на ринку до 2003 року, після чого збанкрутувала і припинила випуск мотоциклів.
З маркетинговою метою, 2002 року, IMCA виготовила 8 унікальних моделей Chief, з двигунами об'ємом 100 кубічних дюймів (близько 1,6 л) пофарбованих в поліцейську ліврею. Ці мотоцикли відіграли помітну роль в фільмі Термінатор 3: Повстання машин, один з них був повністю знищений під час знімань карколомної погоні.

### Новітня історія
Після банкрутства IMCA, 2006 року, права на бренд Indian викупила новостворена компані Indian Motorcycle Company, яка розпочала свою дільність в місті Кінгс-Маунтен, Північна Кароліна. З 2008 року в черговий раз було відновлено випуск Indian Chief. 2011 року Indian Motorcycle Company переходить у власність трансатлантичної корпорації Polaris, виробництво переноситься у м. Спірит-Лейк, Айова. Модельний ряд розширюється і постійно оновлюється.